# Mengistu Worku
Mengistu Worku (1940 – 16 december 2010) was een Ethiopische voetballer die in 1962 met het nationale elftal het Afrikaans kampioenschap won. Hij speelde tussen 1956 en 1960 voor Saint-George SA en werd met zijn club meerdere malen landskampioen.